# Prepucij
Prepucij (lat. praeputium, preputium) ili kožica, kožni nabor koji prekriva glavić penisa. Dakle, to je dvostruka kožna prevlaka na vrhu penisa. Ona je pomična i lako ju je prevući s penisa, te tada glavić ostaje slobodan. U erekciji se prepucij povlači s glavića.
Obrezani muškarci nemaju prepucija, odnosno on se kirurškim putem uklanja. Razlozi za obrezivanje mogu biti vjerski (npr. muslimani, Židovi), medicinski (npr. kod fimoze) ili kulturološki (npr. Amerikanci).